# Taelon Peter
Taelon Joseph Peter (Russellville, Arkansas, 27 de febrero de 2002) es un baloncestista estadounidense que pertenece a la plantilla de los Indiana Pacers de la NBA, con un contrato dual que le permite jugar además en su filial de la G League, los Noblesville Boom. Con 1,93 metros de estatura, juega en la posición de escolta. 

## Trayectoria deportiva

### Universidad
Jugó apenas seis partidos con los Golden Eagles de la Universidad Tecnológica de Tennessee, en los que promedió 1,7 puntos, antes de ser transferido a los Arkansas Tech Wonder Boys, de la División II de la NCAA. Allí disputó tres temporadas, en las que promedió 15,0 puntos, 5,2 rebotes, 2,0 asistencias y 1,6 robos de balón por partido. En la temporada 2023-24, fue nombrado Jugador del Año de la Great American Conference (GAC) e incluido en el primer equipo All-GAC después de promediar 18,5 puntos y ser titular en todos los partidos de los Wonder Boys.
Al término de esas tres temporadas, fue transferido nuevamente a un equipo de la División I de la NCAA, los Flames de la Universidad Liberty. Allí disputó una última temporada, en la que promedió 13,7 puntos, 4,0 rebotes y 1,0 asistencias por partido, lo que le hizo ser elegido mejor sexto hombre de la Conference USA e incluido en el tercer mejor quinteto de la conferencia.

#### Estadísticas
NCAA División I
| Año     | Equipo         | PJ | PT | MPP  | %TC  | %3P  | %TL  | RPP | APP | ROB | TPP | PPP  |
| ------- | -------------- | -- | -- | ---- | ---- | ---- | ---- | --- | --- | --- | --- | ---- |
| 2020–21 | Tennessee Tech | 6  | 0  | 8.2  | .286 | .200 | —    | .2  | .5  | .2  | .0  | 1.7  |
| 2024–25 | Liberty        | 35 | 2  | 22.7 | .578 | .453 | .773 | 4.0 | 1.0 | .9  | .1  | 13.7 |
| Total   | Total          | 41 | 2  | 20.6 | .564 | .439 | .773 | 3.5 | 1.0 | .8  | .1  | 11.9 |

NCAA División II
| Año     | Equipo        | PJ | PT | MPP  | %TC  | %3P  | %TL  | RPP | APP | ROB | TPP | PPP  |
| ------- | ------------- | -- | -- | ---- | ---- | ---- | ---- | --- | --- | --- | --- | ---- |
| 2021–22 | Arkansas Tech | 25 | 7  | 26.7 | .503 | .406 | .809 | 4.0 | 1.8 | 1.1 | .2  | 10.0 |
| 2022–23 | Arkansas Tech | 31 | 30 | 33.4 | .437 | .326 | .793 | 5.5 | 1.7 | 1.8 | .5  | 15.5 |
| 2023–24 | Arkansas Tech | 32 | 32 | 35.0 | .499 | .409 | .868 | 5.8 | 2.3 | 1.8 | .5  | 18.5 |
| Total   | Total         | 88 | 69 | 32.1 | .475 | .373 | .833 | 5.2 | 2.0 | 1.6 | .4  | 15.0 |

### Profesional
Fue elegido en la quincuagésimo cuarta posición del Draft de la NBA de 2025 por los Indiana Pacers, con los que el 24 de julio firmó un contrato dual, para jugar también en su filial de la G League, los Noblesville Boom.